# Walter Boguth
Walter Boguth (* 11. Mai 1917 in Leipnik, Markgrafschaft Mähren, Österreich-Ungarn; † 29. Oktober 1996) war ein deutscher Ingenieur und Tierarzt sowie Professor für Biochemie an der Justus-Liebig-Universität Gießen.

## Leben
Nach dem Schulabschluss studierte er an der Deutschen Technischen Hochschule in Brünn Chemie und promovierte 1941 zum Dr.-Ing. Nach der Vertreibung aus der wiedergegründeten Tschechoslowakei nach dem Zweiten Weltkrieg studierte er ab 1946 Veterinärmedizin an der Justus-Liebig-Universität Gießen und promovierte zum Dr. med. vet.
1953 wurde er Dozent an der Justus-Liebig-Universität Gießen, wo er 1956 zum außerordentlichen und 1960 zum ordentlichen Professor an der Veterinärmedizinischen Fakultät ernannt wurde. Er war Direktor des Universitätsinstituts für Biochemie und Endokrinologie der Haustiere. Spezialisiert hatte sich Boguth auf Physiologische Chemie und Veterinärphysiologie. Von 1964 bis 1965 war er Rektor der Justus-Liebig-Universität Gießen. Er verließ Deutschland und ging nach Basel, wo er in leitender Funktion an der biochemisch-physikalischen Forschungsabteilung der Firma Hoffmann-La Roche tätig war.

## Schriften (Auswahl)
- Papierelektrophoretische Serumuntersuchungen bei Haussäugetieren. In: Zentralblatt für Veterinärmedizin. Bd. 1, H. 2, März 1954, S. 168–187, DOI:10.1111/j.1439-0442.1954.tb00014.x.
- mit Roland Hackel: Ein neues Oxydationsprodukt des α-Tocopheramins. In: Biological Chemistry. Bd. 342, 1965, S. 172 f., DOI:10.1515/bchm2.1965.342.1-3.172.